# تنفس آگاهانه
تنفس آگاهانه یا کنترل تنفس (به انگلیسی: Breathwork) اصطلاحی از معنویت عصر نو است به نفس کشیدن آگاهانه اشاره می‌کند. تنفس آگاهانه بر روی وضعیت روحی، عاطفی و جسمی فرد تأثیر می‌گذارد و دارای اثر درمانی است. شواهد محدودی نشان دهنده آن است که نفس کشیدن آگاهانه برای آرامش و کاهش استرس مفید است، اگرچه تاکنون هیچ مزیت دیگری برای سلامتی اثبات نشده‌است و تحقیقات در این مورد تاکنون محدود است. نفس کشیدن آگاهانه ممکن است باعث پریشانی شود.

## انواع تنفس آگاهانه
تنفس آگاهانه روشی برای کنترل نفس است که می‌تواند حالت هوشی را تغییر داده و سلامت جسمی و روحی را افزایش دهد. ویلهلم رایش با استفاده از ترکیب سنت‌های مختلف معنوی از سراسر جهان آن را برای اولین بار در غرب معرفی کرد.
انواع مختلفی از نفس کشیدن آگاهانه وجود دارد:
- تنفس آگاهانه تجدید حیات[پ ۱] – توسط لئونارد اور در دهه ۱۹۷۰ ایجاد شده‌است. این روش ادعا می‌کند که ضربه‌های روانی آسیب‌دیده دوران کودکی را التیام می‌دهد.[۲]
- نشاط[پ ۲] – توسط جیم لئونارد و فیل لاوت ایجاد شده‌است.[۳] این روش ادعا می‌کند که تنفس دایره‌ای بهزیستی را بهبود می‌بخشد.
- روش ویم هاف[پ ۳] – این روش با استفاده از سرمادرمانی و تنفس آگاهانه باعث دسترسی به گیرنده‌های اندوکانابینوئید می‌شود[۴] که مزایای کوتاه‌مدت و بلندمدتی دارد که برخی از آن‌ها شامل کاهش استرس، تحمل بیشتر سرما، بهبود سریع‌تر، خلاقیت پیشرفته، سیستم ایمنی قوی‌تر، افزایش انرژی، خواب بهتر، تمرکز و عزم راسخ، بهبود توانایی ورزشی و جسمی و افزایش اراده می‌باشد.[۵]
- تنفس آگاهانه هولوتروپیک[پ ۴] از تنفس و سایر عناصر استفاده می‌کند تا به‌طور اجمالی اجازه دسترسی به حالت‌های غیرعادی خودآگاهی را بدهد. این روش توسط استانیسلاو گروف پس از غیرقانونی شدن ال‌اس‌دی در اواخر دهه ۱۹۶۰ به عنوان جانشین روان‌گردان‌درمانی ساخته شد. به دنبال گزارش سال ۱۹۹۳ به سفارش اداره خیریه اسکاتلند، نگرانی در مورد خطر اینکه تحویه بیش از حد منجر به تشنج یا روان پریشی در افراد آسیب‌پذیر شود باعث شد بنیاد Findhorn برنامه نفس کشیدن خود را به حالت تعلیق درآورد.[۶]
- انواع دیگر – انواع مختلفی از تنفس آگاهانه وجود دارد که طی چند دهه گذشته ظهور کرده‌اند، از برخی از آنها می‌توان به نفس کشیدن یکپارچه،[پ ۵] نفس متحول کننده،[پ ۶] تنفس آگاهانه شامی،[پ ۷] نفس متصل به هوشیاری،[پ ۸] تنفس آگاهانه تشعشع،[پ ۹] تنفس آگاهانه زن‌یوگا[پ ۱۰] و بسیاری دیگر اشاره کرد.
- تعریف دیگر – تنفس آگاهانه تأثیرات خاصی روی حالت جسمی، عاطفی و معنوی دارد و می‌تواند «برنامه‌های محدود کننده» را که «در ذهن و بدن ذخیره شده‌اند» را حل کند و توانایی فرد در مدیریت «انرژی بیشتر» را افزایش دهد.[۷]

## واژه‌نامه
1. ↑  Rebirthing-Breathwork
2. ↑  Vivation
3. ↑  The Wim Hof Method
4. ↑  Holotropic Breathwork
5. ↑  Breathwork Integrative
6. ↑  Transformational Breathwork
7. ↑  Shamanic Breathwork
8. ↑  Conscious Connected Breathing
9. ↑  Radiance Breathwork
10. ↑  Zen Yoga Breathwork